# Château de Couvicourt
Le château de Couvicourt est un château situé sur le territoire de la commune française de Saint-Aubin-sur-Gaillon dans le département de l'Eure, en région Normandie.
La totalité du bâtiment et le parc sont inscrits au titre des monuments historiques en 2015.

## Histoire
Couvicourt est un lieu-dit de l'actuelle commune de Saint-Aubin-sur-Gaillon dont ce fut une seigneurie. Charpillon op. cit. relate la famille Trevet comme seigneur de Couvicourt en 1668, puis la famille de Beauvais (dont est issue Mme de Jeufosse).
Le commanditaire du château est, avant 1772 année de sa mort à l'âge de 73 ans, Louis Édouard Delantage Detresigny. Ce dernier, seigneur de Couvicourt, a été caissier général de la ferme des poudres et salpêtres avant de tenir la fonction de commissaire général des poudres à Rouen. Il a sa sépulture dans l'église Saint-Aubin proche.
La propriété est revenue à Félix Ravaisson, archéologue et philosophe ; Gilbert Cesbron, enfant, y logea.
Le château est ouvert à la visite à l'occasion des journées du patrimoine.

## Architecture
Édifié par l'architecte Joseph-Abel Couture, le château est une illustration du néoclassicisme pratiqué en Normandie par l'architecte originaire de Rouen dans le milieu du XVIIIe siècle.
Adossé par les dépendances à la rue du Bois-de-la-Fosse où il possède une entrée pour piéton et une entrée carrossable au no 7, le corps de bâtiment à un étage à toitures en ardoise est orienté par sa façade vers la vallée de la Seine dont il est séparé par la route royale reliant Paris à Rouen, percée en 1730. L'atlas de Trudaine fournit l'état des lieux de la propriété en 1759.
Le château est composé d'un avant-corps de trois travées dont le fronton est pourvu d'un œil de bœuf aveugle. Au bout de la pelouse qui se déroule vers la Seine, la rue du Pont-Maillot borne la propriété et offre à travers la haie vive une vue perspective au marcheur sur la façade ; une entrée monumentale alternative se trouve sur le côté gauche.  
Les matériaux employés sont le moellon enduit et une pierre calcaire, notamment aux angles des pavillons latéraux.

## Parc
Le parc est composé de tilleuls disposés en alignements. La roseraie est associée aux Jardins du Cœur, initiative de la fondation Charles Nicolle destinée à l'équipement des hôpitaux de la région Normandie.

## Destination
Le château est le siège social d'une exploitation agricole.

## Protection
Le château de Couvicourt fait l'objet d'une inscription au titre des monuments historiques par arrêté du 20 octobre 2015. La protection s'applique au parc, à la clôture et aux pavillons des sources.
La commune et le propriétaire des lieux veillent à sauvegarder les lieux. Les travaux de restauration reçoivent le soutien de la fondation du patrimoine.